# Lisa Kleypas
Lisa Kleypas (* 1964) je americká autorka milostných románů z historie i současnosti.
Vystudovala sice politologii na Wellesley College, ale hned po absolutoriu se začala věnovat výhradně psaní. Svůj první román uveřejnila v 21 letech Where Passion Leads (1987). Její knihy se staly bestsellery s miliony výtisků prodanými po celém světě a byly přeloženy do 14 jazyků (mimo jiné i do češtiny).
Kleypas čerpá inspiraci z mnoha zdrojů: klasické literatury, historických knih i z osobních zkušeností. Říká, že píše romány, které sama ráda čte - kombinaci romantického příběhu a smyslné erotiky, to vše zasazeno do zajímavého prostředí.
Přestože proslula zejména svými historickými romancemi, Kleypas vydala v r. 2006 prohlášení, v němž oznámila úmysl věnovat se v nejbližší budoucnosti zejména psaní romancí ze současnosti.
Lisa Kleypas žije s manželem Gregorym a jejich dvěma dětmi ve Washingtonu (USA).

### Historické romány
- Berkley-Faulkner Series

1. Where Passion Leads (1987)
2. Forever My Love (1988)

- Vallerandovi (Only Vallerand Series)

1. Jen ve tvém náručí (Only in Your Arms, 1992 = When Strangers Marry, 2002) (Domino, 2002 a 2009) anotace
2. Z lásky k tobě (Only with Your Love, 1992) (Domino, 2011) anotace

- Hráči z Craven's (Gamblers of Craven's Series)

1. Přijdu si pro tebe (Then Came You, 1993) (Domino, 2011) anotace
2. Sním o tobě (Dreaming of You, 1994) (Domino, 2001 a 2011) anotace

3. Kde je můj hrdina (Against the Odds in the Anthology Where's My Hero with Julia Quinn and Kinley MacGregor, 2003) (Domino, 2008) anotace
- Stokehurstovi (Stokehurst Family Series)

1. Půlnoční anděl (Midnight Angel, 1995) (Domino, 2000 a 2009) anotace
2. Síla osudu (Prince of Dreams, 1995) (Domino, 2008) anotace

- Divadlo Capitol (Capitol Theatre Series)

1. Najdu si tě (Somewhere I'll Find You, 1996) (Domino, 2007) anotace
2. Protože jsi má (Because You're Mine, 1997) (Domino, 2007) anotace

- Vyšetřovatelé z Bow Street (Bow-Street Runners Series)

1. Záhadná kráska (Someone to Watch Over Me, 1999) (Domino, 2000) anotace
2. Milenec Lady Sophie (Lady Sophia's Lover, 2002) (Domino, 2003) anotace
3. Hlas srdce (Worth Any Price, 2003) (Domino, 2003) anotace

- Čekanky (Wallflower Series)

1. Tajná láska (Again the Magic, 2004) (hrdinkami jsou sestry lorda Westciffa) (Domino, 2004 a 2010) anotace
2. Tajemství letní noci (Secrets of a Summer Night, 2005) (Domino, 2004 a 2010) anotace
3. Kouzlo podzimu (It Happened One Autumn, 2005) (Domino, 2005 a 2010) anotace
4. Zimní naděje (Devil in Winter, 2006) (Domino, 2006 a 2010) anotace
5. Jarní skandál (Scandal in Spring, 2006) (Domino, 2006 a 2010) anotace
6. Vše pro lásku (A Wallflower Christmas, 2008) (Domino, 2009 a 2010) anotace

- Hathawayovi (The Hathaways Series)

1. Půlnoční romance (Mine Till Midnight, 2007) (Domino, 2008) anotace
2. Sveď mě za úsvitu(Seduce Me at Sunrise, 2008) (Domino, 2009) anotace
3. Vábení za soumraku (Tempt Me at Twilight, 2009) (Domino, 2010) anotace
4. Sezdáni za rozbřesku (Married By Morning, 2010) (Domino, 2010) anotace
5. Předvečerní láska (Love In The Afternoon, 2010) (Domino, 2011) anotace

### Další romány
- Kde jsi, lásko? (Love, Come to Me, 1988) (Domino, vyjde 15. května 2013) anotace[nedostupný zdroj]
- Give Me Tonight (1989)
- Cizí muž v mém náručí (Stranger in My Arms, 1998) (Domino, 1999) anotace
- Splněný sen (Where Dreams Begin, 2000) (Domino, 2004) anotace
- Nezkrotná touha (Suddenly You, 2001) (Domino, 2002) anotace

### Romány ze současnosti
- Travisovi (Travis Series)

1. Místo na slunci (Sugar Daddy, 2007) (Domino, 2011) anotace
2. Místo v životě (Blue Eyed Devil, 2008) (Domino, 2012) anotace
3. Citlivá místa (Smooth Talking Stranger, 2009) (Domino, 2012) anotace
- Friday Harbor

1. Christmas Eve at Friday Harbor (2010) slovenská anotace
2. Rainshadow Road (2012) slovenská anotace
3. Dream Lake (2012) ang anotace
4. Crystal Cove (2013) anotace